# Gunnar Gundersen
Gunnar Gundersen (Bordeus, 11 de març de 1882 - Melbourne, 9 de febrer de 1943), fou un mestre d'escacs australià.

## Biografia
Nascut a Bordeus, França, va créixer a Melbourne, Austràlia, on el seu pare (que era noruec) era el cònsol escandinau. Gundersen va començar a jugar als escacs en el seu primer any d'estudis a la Universitat de Melbourne el 1902. Amb el temps es convertiria en professor de matemàtiques a la mateixa universitat.

## Resultats destacats en competició
Va participar en el Torneig de Mannheim de 1914 (19è DSB Congress, 19. Kongreß des Deutschen Schachbundes), on hi puntuà 2.5/10 al torneig principal (Hauptturnier A) tot just al començament de la I Guerra Mundial que obligà a aturar l'esdeveniment l'1 d'agost de 1914. El Morning Post del 14 setembre va mencionar l'australià Gundersen. "Els fons de premis disponible es va distribuir a prorrateig entre tots els presents; el Sr. Gunderson va aconseguir allunyar-se a Christiana [actualment Oslo], a un cost de semi-fam i fatiga extraordinària, el tren trigà sis dies en el que hauria d'haver estat un viatge de 36 hores, i durant aquest temps només va poder fer dos àpats i dormir deu hores".
Gundersen va guanyar el Campionat de l'estat de Victòria els anys 1907, 1908, 1912, 1913, 1915, 1916, 1917, 1918, 1919, 1920, i 1922; guanyà el Torneig Pietzcker Christmas de Melbourne el 1925/26 i 1926/27, i guanyà el Campionat d'escacs de Nova Zelanda a Wanganui 1929/30 i Napier 1931/32.